# Пушков, Николай Васильевич
Никола́й Васи́льевич Пушко́в (17 мая 1903, дер. Дружно, Орловская губерния — 28 января 1981, Троицк) — советский геофизик, первый директор Научно-исследовательского института земного магнетизма.

## Биография
Родился в деревне Дружно (ныне — Дмитровского района Орловской области) в семье рабочего. С 1926 по 1929 учился в Московском государственном университете, а затем в Московском гидрометеорологическом институте, в создании которого он принимал участие и до 1931 вёл преподавательскую работу. В 1931 поступил в аспирантуру Главной геофизической обсерватории Главного управления гидрометеорологической службы СССР. С 1934 по 1937 работал старшим научным сотрудником в магнитной обсерватории Павловска, в 1937 он был назначен руководителем этой обсерватории.
После решения в 1939 СНК СССР об организации в системе Гидрометеослужбы Научно-исследовательского института земного магнетизма (НИИЗМ) Н. В. Пушков был назначен с 1 января 1940 директором НИИЗМ и находился на этом посту до 1969. Во время Великой Отечественной войны одной из ключевых задач института было обеспечение Советской Армии магнитными картами.
В послевоенное время под руководством Н. В. Пушкова была организована морская магнитная съёмка с помощью специально построенного немагнитного судна — шхуны «Заря». Н. В. Пушков принял активное участие в организации системы Международных центров геофизических данных.
В 1960 Н. В. Пушков совместно с С. Н. Верновым, А. Е. Чудаковым и Ш. Ш. Долгиновым был удостоен Ленинской премии за открытие и исследование внешнего радиационного пояса Земли и исследование магнитного поля Земли и Луны.
Н. В. Пушков был инициатором и первым председателем Международной комиссии по истории геомагнетизма и аэрономии в рамках Международной ассоциации геомагнетизма и аэрономии (МАГА), а также одним из инициаторов создания в Сибири и Заполярье крупных научных центров, занимающихся исследованиями в области солнечно-земной физики: Полярного геофизического института, Сибирского института земного магнетизма, ионосферы и распространения радиоволн, Института космофизических исследований и аэрономии в Якутске.
С 1960 Н. В. Пушков был членом редакционной коллегии созданного по его инициативе в АН СССР журнала «Геомагнетизм и аэрономия». Также Пушков был инициатором проведения Международного года спокойного Солнца, прошедшего в 1964-65 годах при участии свыше 70 стран.
После ухода с поста директора ИЗМИРАН Н. В. Пушков сосредоточился на работе председателя Научного совета АН СССР по проблеме «Физика солнечно-земных связей» (Совет «Солнце — Земля» АН СССР), созданного по его инициативе в 1966. За время работы в этой должности активно участвовал в работе Межсоюзной Комиссии по солнечно-земной физике, реорганизованной в постоянно действующий научный комитет по солнечно-земной физике (СКОСТЕП). Осуществлял непосредственное руководство участием советских ученых в таких крупных комплексных международных и внутрисоюзных программах, как «Наблюдения солнечных вспышек» ПФП (1966) и СИНОФ (1972), проекты «Спутник — Земля» (1970—1972) и «Солнце — Атмосфера» (1971).
Заслуженный деятель науки и техники РСФСР (1984).

## Награды
- Три ордена Трудового Красного Знамени (1949, 1952, 1971)
- Орден «Знак Почёта» (1953)
- Медаль «За победу над Германией в Великой Отечественной войне 1941—1945 гг.»
- Юбилейная медаль «Двадцать лет Победы в Великой Отечественной войне 1941—1945 гг.»
- Ленинская премия (1960)
- Заслуженный деятель науки и техники РСФСР
- Почетный гражданин наукограда Троицк (1997)

## Память
Имя Николая Васильевича Пушкова носят:
- Институт земного магнетизма, ионосферы и распространения радиоволн имени Н. В. Пушкова РАН (с 2004 г.)
- гимназия в г. Троицке (бывшая школа № 1; с 2007 г.).

На доме 1 по ул. Центральной в г. Троицке установлена мемориальная доска.